# Elżbieta-Kolonia
Elżbieta-Kolonia – kolonia wsi Elżbieta w Polsce położona w województwie lubelskim, w powiecie opolskim, w gminie Opole Lubelskie.
W latach 1975–1998 kolonia administracyjnie należała do ówczesnego województwa lubelskiego.